# Lobo Eléctrico
Lobo Eléctrico fue un grupo español de rock, nacido en Tolosa (País Vasco) en el año 1999.

## Historia
Lobo Eléctrico se forma en otoño de 1999. La primera formación del grupo está compuesta por Shanti Iribar, transformado en el Dr. Magma, a la voz; Jorge Sanz, transformado en Perrolobo, al bajo; Iker López Canseco, trasformado en Conde Eléctrico (más tarde como Iki Peligro) a la guitarra; e Iñaki Alberdi, trasformado en Iñaki Txabakan, a la batería. Algunos de sus miembros ya poseían una dilatada experiencia en el mundo del rock, habiendo participado con anterioridad en otras experiencias artístico-musicales, formando parte de grupos hoy en día considerados míticos[¿por quién?] dentro de la escena “underground”, tanto nacional como internacional, tal es el caso del grupo hardcore punk, Ruido de Rabia.
El grupo realiza su primera actuación el 23 de diciembre del 2000. Durante este primer periodo de existencia, el grupo trabaja en la búsqueda de un sonido y una personalidad propias, lo que le conduce a un primer cambio de formación. Iñaki Txabakan abandona el grupo, y en la primavera del 2001, Lander Zabalza, transformado en el Capitán Sarraceno, toma su puesto a las baquetas.
Con esta formación, el grupo comienza una frenética serie de conciertos, “Noches de Esperma Negro” según la terminología del grupo, gracias a los cuales reúnen en poco tiempo un grupo de fieles seguidores.
En enero del 2002, el grupo realiza su primera grabación para el recopilatorio “Oztopo guztien gainetik Bonberenea”, incluyendo la canción “Agujeros de Gloria”. Posteriormente, en el 2004, y con la colaboración como ingeniero de sonido de Mikel Biffs, el grupo graba un sencillo con el sello Beleza Malandra, incluyendo los temas “El Lado Salvaje del Corazón” y “Demonios Sofisticados”.
En el verano de ese mismo año, y ayudados esta vez en las labores técnicas por Carlos “Txap” Osinaga, el grupo graba su primer CD de larga duración bajo el título “¿Has visto al Lobo Eléctrico?”. La edición de este disco, supone que el grupo se entregue con redoblada energía a la realización de sus “Noches de Esperma Negro”, lo que les conduce a emprender su primera gira Japonesa, “Black Sperm Over Japan”, en noviembre del 2004. Durante los diez días que el grupo permanece en tierras niponas, realiza varios conciertos en la zona metropolitana de Tokio y Nagoya.
La primavera del 2005 contempla una nueva mutación en la formación del grupo. El Capitán Sarraceno abandona el grupo y es sustituido por Iñaki Guanche, Guanche para casi todos, un elemento bien conocido en la escena roquera y con una gran experiencia en grupos como Teen Dogs, Safety Pins, Vincent Von Reverb y sus Vaqueros Eléctricos o Señor No.
Esta nueva incorporación supone una poderosa inyección de energía, lo que impulsa al grupo a explorar nuevos territorios. Así, en octubre del 2005, el grupo realiza conciertos tanto en Holanda como Alemania.
En mayo del 2006, el grupo viaja a Londres donde realiza varias actuaciones.
En el 2008 editan con el sello Beleza malandra un nuevo sencillo, grabado por Maikel en MIK estudioa de Bera (Vera de Bidasoa). El título del sencillo es Las puertas están abiertas en las ocho direcciones, e incluye los temas Fantasma y Luna Roja.
En septiembre de 2010 editan con el sello Planet Lanalus Records su segundo larga duración, "Artefactos Mágicos", grabado en el otoño del 2009 por Koky Ordoñez en Rockaway Studios de Castellón y mezclado por Kaki Arkarazo en los estudios Garate de Andoáin.
El grupo da su último concierto el 25 de mayo del 2013 y se disuelve.

## Discografía
- Tema Agujeros de Gloria en el recopilatorio "Oztopo guztien gainetik Bonberenea" (Bonberenea Ekintzak 2002)
- Sencillo en vinilo azul con los temas El Lado Salvaje del Corazón y Demonios Sofisticados (Beleza Malandra 2004)
- CD ¿Has visto al Lobo Eléctrico?(2004)
- Sencillo en vinilo Las puertas están abiertas en las ocho direcciones, con los temas Fantasma y Luna Roja (Beleza Malandra 2008)
- CD/LP Artefactos Mágicos (Planet Lanalus Records 2010)

## Miembros
- Dr. Sirius Magma: Voz (1999-2013)
- Perrolobo: Bajo (1999-2013)
- Conde Eléctrico / Iki Peligro: Guitarra (1999-2013)
- Guantxe: Batería (2005-2013)

- Capitán Sarraceno: Batería (2001-2005)
- Iñaki Txabakan: Batería (2000-2001)